# 巴靈種植園 (緬因州)
巴靈種植園（英語：Baring Plantation）是位於美國緬因州華盛頓縣的一個種植園。

## 人口
根據2020年美國人口普查的數據，巴靈種植園的面積為62.40平方千米，當中陸地面積為54.10平方千米，而水域面積為8.30平方千米。當地共有人口201人，而人口密度為每平方千米3人。